# Enes Handžić
Enes Handžić (Donji Vakuf, 5. veljače 1960.), je bosanskohercegovački muslimansko-bošnjački političar i visoki vojni zapovjednik

## Životopis
Rođen u Donjem Vakufu, BiH. Diplomirao ekonomiju. Vojni rok odslužio 1986. u Sarajevu.
U vrijeme rata u Bosni i Hercegovini bio je pomoćnik zapovjednika za sigurnost 307. brigade Armije BiH sve do kraja 1993., nakon čega je bio u sigurnosnoj službi Operativne grupe Zapad ARBiH. U velikobošnjačkoj agresiji na Hrvate u Središnjoj Bosni, ARBiH napala je HVO u Bugojnu 18. srpnja 1993. godine. Brojni su Hrvati protjerani ili prisiljeni u bijeg. Mnogi su hrvatski civili i zarobljeni vojnici zatočeni u brojnim logorima svugdje po Bugojnu. Zatočeništvo u krajnje nehumanim uvjetima trajalo je sve do 19. ožujka 1994. godine. 19. ožujka 1994. zatočenici HVO-a u logoru u Bugojnu su nakon osam mjeseci zatočeništva izašli su na slobodu. Mnogi nisu dočekali dan izlaska, nego su nestali: odvedeni su iz logora, mučeni, ponižavani, premlaćivani. Poslije pronađeni dnevnik predsjednika Ratnog predsjedništva Bugojna Dževada Mlaće ključni je dokaz da je u Bugojnu postojao i provodio se udružen zločinački plan, kako je kazala Tužiteljica Slavica Terzić 15-ak godina poslije u završnoj riječi na suđenju Dautoviću i Gasalu. Handžićeva "desna ruka" u ratu Enes Sijamija potvrdio je da je predsjednik BiH Alija Izetbegović znao "sve, svaki korak koji se u ratu poduzimao u Bugojnu“. Sijamija je bio nezgodni svjedok ratnih događaja u Bugojnu i nekoliko puta ga se pokušalo likvidirati pa je utočište pronašao u Austriji, znajući sudbinu još nekih visokih bošnjačkih ratnih vojnih i civilnih dužnosnika. Na svjedočenju na tom suđenju, istakao i da su svi u Bugojnu znali za zločine nad zarobljenim pripadnicima HVO-a.
Bugojanski su Hrvati 25. studenoga 1994. kod vojnih i civilnih institucija vlasti, podnijeli krivičnu prijavu protiv 440 osoba osumnjičenih za ratne zločine počinjene tijekom 1993. u Bugojnu. Načelnik sigurnosti 307. muslimansko-bošnjačke brigade Armije BiH bio je visoko na popisu prijavljenih za ratni zločin.
Poslije rata bio je ministar unutarnjih poslova u Županiji Središnja Bosna, neposredno nakon rata, baš u vrijeme kada je počinjena većina ubojstava nad hrvatskim povratnicima i policajcima u Travniku. Potom je bio šef interne kontrole federalnog MUP-a od 1999. do 2002. godine, kada mu je komesar IPTF-a oduzeo akreditive za rad u policiji.
17. travnja 2007. uhićen je odlukom Suda BiH zbog optužbe za ratne zločine. Optužen za nezakonito odvođenje u logore, nezakonita zatvaranja i odvođenja na prisilni rad na raznim lokacijama u Donjićima u općini Bugojnu. Optužba sadrži da je ARBiH skupa s bošnjačkim civilnim vlastima općine Bugojna nastavila pljačkati imovinu hrvatskog stanovništva, ubijati, mučiti i nehumani tretirati hrvatske civile.
Travnja 2007. djelatnici Službe za istragu i zaštitu SIPA-e u cjelodnevnoj akciji s nekoliko blindiranih vozila, praćeni lokalnim policijskim snagama su sproveli akciju uhićenja i pretresa imovine trojice ratnih bugojanskih osumnjičenika. U zoru su u munjevitoj akciji u Donjem Vakufu i Travniku uhitili Enesa Handžića, ratnog zapovjednika bugojanske policije, i Senada Dautovića nekadašnjeg zapovjednika za sigurnost 307. brigade Armije BiH. Poslijepodne su provjerili u Bugojnu policijsku upravu, te u objekte u svezi s Dževadom Mlaćom. 7. prosinca 2007. predmet na sudu spojen je s predmetom Dautović.
Veljače 2008. pokrenuti su postupci pred Sudom BiH za zločine nad bugojanskim Hrvatima (nad hrvatskim civilima i zarobljenim pripadnicima HVO-a) (predmet Handžić i ostali: Enes Handžić, Senad Dautović, Nisvet Gasal i Musajb Kukavica). Glavna imena, Dževad Mlaćo i Selmo Cikotić uživala su zaštitu. Pred Sudom BiH formiran je predmet Handžić i ostali odnosno Handžić, Senad Dautović, Nisvet Gasal i Musajb Kukavica. U jednoj fazi postupak predmet Handžić i ostali se podijelio na dva odnosno Handžić i Gasal i ostali. U predmetu protiv Handžića, vojni vještak Suda BiH bio je general tzv. Armije BiH Fikret Muslimović, koji je u ratu dovodio mudžahedine, a u vrijeme suđenja aktualni savjetnik Bakira Izetbegovića.
Na suđenju je tvrdio da je naloge za odvođenja na prisilan rad hrvatskih zatočenika, a najvjerojatnije i likvidacije, izdavao po naredbi Dževada Mlaće i Selme Cikotića, ratnog zapovjednika Operativne grupe Zapad.
Sa sudom je postigao sporazum o priznanju krivnje. 25. svibnja 2011. sudsko vijeće kaznenog odjela ga je proglasilo krivim za ratni zločin protiv civilnog stanovništva i ratnih zarobljenika po zapovjednoj i individiualnoj odgovornosti što je u vrijeme hrvatsko-muslimanskog sukoba od 18. srpnja do kraja listopada 1993. godine, nakon što su pripadnici HVO položili oružje i predali se pripadnicima Armije RBiH, kao pomoćnik zapovjednika za sigurnost 307. brigade Armije RBiH koji je nad vojnim policajcima imao efektivnu kontrolu i kao vojni starješina Armije RBiH bio je ovlašten od strane Ratnog predsjedništva općine Bugojno, zapovjednika 307. brigade i zapovjednika Operativne grupe „Zapad“, sudjelovao u prisiljavanju zatočenika na prisilni rad tako što je u skladu s ovlaštenjem, koje je dobio od svojih nadređenih, odobrio odvođenje zatočenika na prisilne radove, gdje su zatočenici bili životno ugroženi i gdje su mnogi mučeni, a neki i ubijeni. U presudi stoji da je U dvorani OŠ Vojin Paleksić u srpnju i kolovozu odobravao odvođenje zatvorenika iz škole na prisilne radove u Prusac, gdje im je život bio ugrožen. U školi su njemu podređeni pripadnici Vojne policije udarali zatvorenike, a Marija Subašića i Vinka Ivkovića ubili. Slična su zbivanja bila i u logoru stadiona Iskra, salonu namještaja “Slavonija DI”, garaži jedne privatne kuće, Marksističkom centru, Kulturno-sportskom centru i BH banci. I u presudi i u postignutom sporazumu s tužiteljstvom navodi se da je Handžić odobrenja za odvođenje zatvorenika na prisilne radove izdavao po ovlastima Ratnog predsjedništva Bugojna te zapovjednika 307. brigade i Operativne grupe Zapad, a tih je mjeseci predsjednik Ratnog predsjedništva bio je Dževad Mlaćo, zapovjednik 307. brigade Tahir Granić, dok je zapovjednik Operativne grupe Zapad bio Selmo Cikotić, aktualni ministar obrane BiH. Premda je bio ovlašten propustio je poduzeti nužne i razumne mjere za spriječiti ubojstva i mučenja zatočenika koja su počinili njemu podređeni pripadnici Vojne policije te ostali pripadnici Armije RBiH, odnosno propustio je kazniti počinitelje, premda je znao za činjenje tih kaznenih djela, i propustio sprovesti odgovarajuće istrage zbog počinjenja tih djela i podnijeti kaznenu prijavu nadležnom Okružnom vojnom tužiteljstvu u Travniku. Na suđenju je pregovaranja o krivnji dao korisne informacije Tužiteljstvu BiH u odnosu na mjesta gdje su zatočenici likvidirani te osobama koje su sudjelovale u ratnim zbivanjima u Bugojnu. Enes Handžić je osuđen na osam godina zatvora.